# Реуматска полимијалгија
Реуматска полимијалгија (РП)  је синдром који карактерише бол или укоченост, обично у врату, раменима, надлактицама и куковима, али се може јавити у целом телу. Бол може бити изненадна или напредовати током одређеног временског периода. Већина особа са РП буди се са болом у мишићима; међутим, постоје случајеви у којима се бол јавља ноћу или имају бол и укоченост током дана.
Људи са реуматском полимијалгијом могу, такође, имати темпорални артеритис, упалу крвних судова на лицу која може изазвати слепило ако се не лечи благовремено. Бол и укоченост могу довести до смањеног квалитета живота и довести до депресије. Полимиалгија се често сматра повезаном са темпоралним артеритисом. Сматра се да окидач може бити вирусна или бактеријска инфекција или траума, али наравно генетика је такође фактор у развоју болести. Људи северноевропског порекла имају већи ризик од развоја болести. Не постоји лабораторијски тест који би потврдио болест, али Ц-реактивни протеин (ЦРП) и брзина седиментације еритроцита могу бити од помоћи.
Лечење РП укључује кортикостероиде који се узимају орално. За већину пацијената лечење траје две до три године.
РП је први пут пријављен као посебна болест 1966. године у извештају о случају 11 пацијената у болници Моунт Синаи у Њујорку. Име је добио по грчкој речи Πολυμυαλγια полимиалгиа, што значи „бол у више мишића“.

## Знаци и симптоми
Широк спектар симптома може указивати на то да особа има реуматску полимијалгију. Класични симптоми укључују: Бол и укоченост (умерена до јака) у врату, раменима, надлактицама и куковима, што смањује физичку активност, посебно рано ујутру/после спавања. Бол може бити ограничен само на једну од ових зона.
Умор и губитак апетита (који могу довести до губитка тежине) такође указују на реуматичну полимијалгију.
Анемија Симптоми слични грипу.
Понекад је присутна и блага грозница или повишена телесна температура.
Код већине људи карактерише га стални замор, слабост, а понекад и исцрпљеност.
Око 15% људи са дијагнозом реуматске полимијалгије такође има темпорални артеритис, а око 50% особа са темпоралним артеритисом има реуматску полимијалгију.

## Епидемиологија
Не постоје предуслови за које ће појединац развити реуматичну полимијалгију, али неки фактори показују повезаност са болешћу.
Типично, РП се јавља само код људи старијих од 50 година.
Просечна старост пацијената са РП је око 70 година.
Жене имају двоструко веће шансе да развију РП.
Око 50% људи са темпоралним артеритисом такође има реуматску полимијалгију.